# Laconnex
Laconnex là một đô thị of the bang Genève, Thụy Sĩ.
Đô thị này có diện tích 3,83 km2, dân số thời điểm năm 2007 là 628 người.